# Освоение и исследование Сибири в XVI—XVII вв. (монеты)
Освоение и исследование Сибири — серия памятных монет Центрального банка Российской Федерации, посвящённых исследованию Сибири.

Сиби́рь — обширный географический регион в северо-восточной части Евразии, ограниченный с запада Уральскими горами, с востока водораздельными хребтами у Тихого океана, с севера Северным Ледовитым океаном, с юга границей сопредельных государств России (Казахстана, Монголии, Китая). В современном употреблении под термином Сибирь, как правило, понимается находящаяся в этих географических рубежах территория Российской Федерации, хотя, как историческое понятие, в своих широких границах Сибирь включает в себя и северо-восток Казахстана, и весь Российский Дальний Восток. Сибирь подразделяется на Западную и Восточную. Также иногда выделяют Южную Сибирь (в горной части), Северо-Восточную Сибирь, Среднюю Сибирь.

## История выпуска
В данной серии четыре монеты. Все они относятся к памятным монетам из драгоценных металлов, в данном случае — из серебра и золота. Все монеты отчеканены в первом квартале 2001 года.

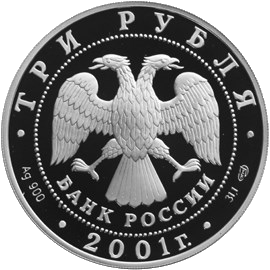
3 рублевая монета 2001 г. из серебра 900 пробы. (аверс). Каталожный номер: 5111-0093.
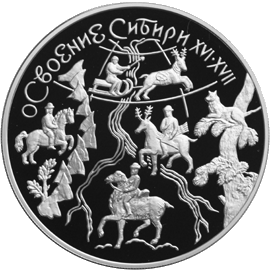
3 рублевая монета 2001 г. из серебра 900 пробы. (реверс). Каталожный номер: 5111-0093.
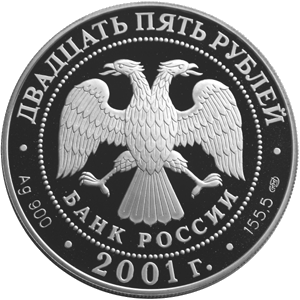
25 рублевая монета 2001 г. из серебра 900 пробы. (аверс). Каталожный номер: 5115-0026.
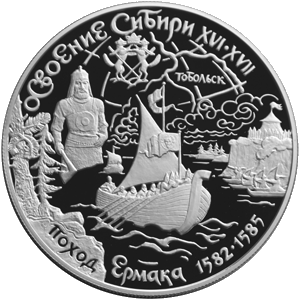
25 рублевая монета 2001 г. из серебра 900 пробы. (реверс). Каталожный номер: 5115-0026.

- Монета из серебра 900 пробы номиналом 3 рубля тиражом 5 000 штук.
- Монета из серебра 900 пробы номиналом 100 рублей тиражом 1 000 штук.

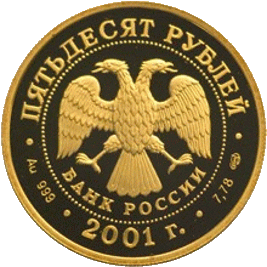
50 рублевая монета 2001 г. из золота 900 пробы. (аверс). Каталожный номер: 5216-0032.
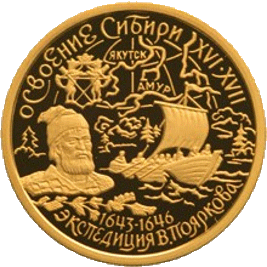
50 рублевая монета 2001 г. из золота 900 пробы. (реверс). Каталожный номер: 5216-0032.
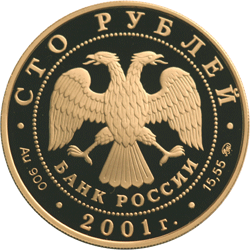
100 рублевая монета 2001 г. из золота 900 пробы. (аверс). Каталожный номер: 5217-0027.
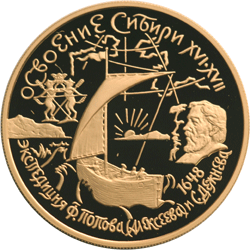
100 рублевая монета 2001 г. из золота 900 пробы. (реверс). Каталожный номер: 5217-0027.

- Монета из золота 900 пробы номиналом 50 рублей тиражом 1 500 штук.
- Монета из золота 900 пробы номиналом 100 рублей тиражом 1 000 штук.